# História militar da Rússia
A História militar da Rússia é a historia das formações militares de tempos antigos até os dias atuais, envolvendo a Rus' de Kiev e os principados da Rus' que a sucederam, a invasão mongol do início do século XIII, as numerosas guerras da Rússia contra o Grão-Ducado da Lituânia, a Coroa do Reino da Polônia, a Suécia e o Império Otomano, a Prússia (Guerra dos Sete Anos), a França (especialmente as Guerras Napoleônicas e a Guerra da Crimeia). O século XX viu o envolvimento da Rússia em duas guerras mundiais, bem como em conflitos militares menores. Durante a Guerra Fria, as forças armadas muito ampliadas suprimiram rebeliões na Europa Oriental e se tornaram uma superpotência nuclear hostil à OTAN, bem como à China após 1960. A história militar pós-Guerra Fria da Federação Russa começou em 1991.
A história militar da Rússia inclui:
- História militar da Rus' de Kiev;
- História militar dos principados da Rus';
- História militar do Czarado da Rússia;
- História militar do Império Russo;
- História militar da União Soviética;
- História militar da Federação Russa.

## Galeria

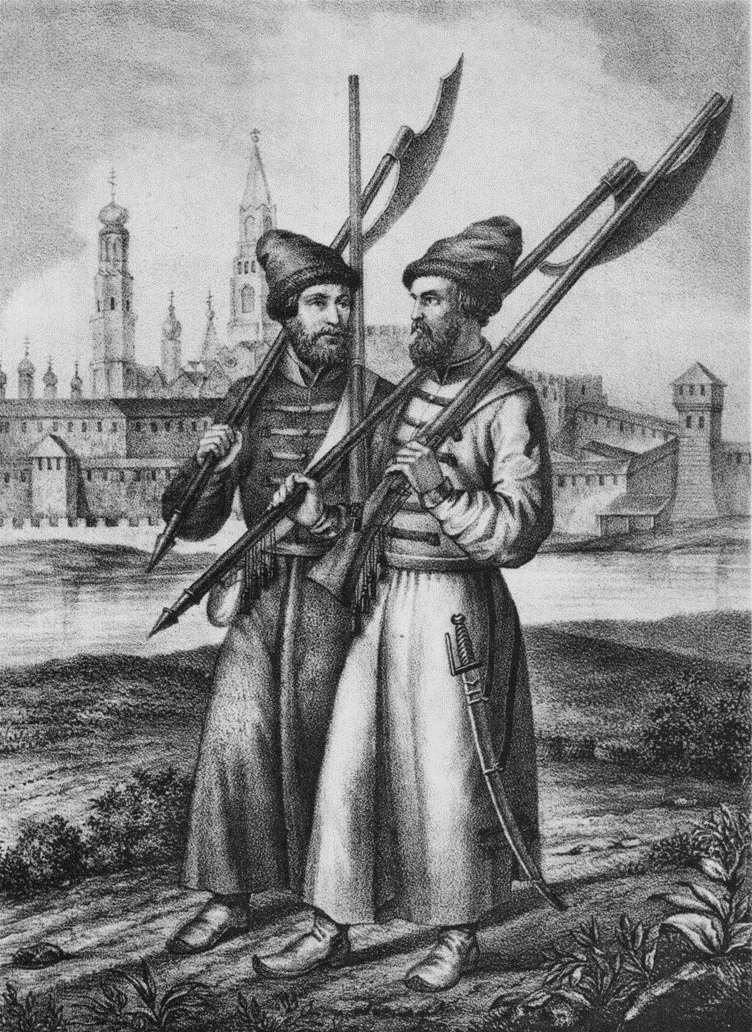
Streltsi dos regimentos de Moscou de Lutokhin e Ivan Poltev (1674).
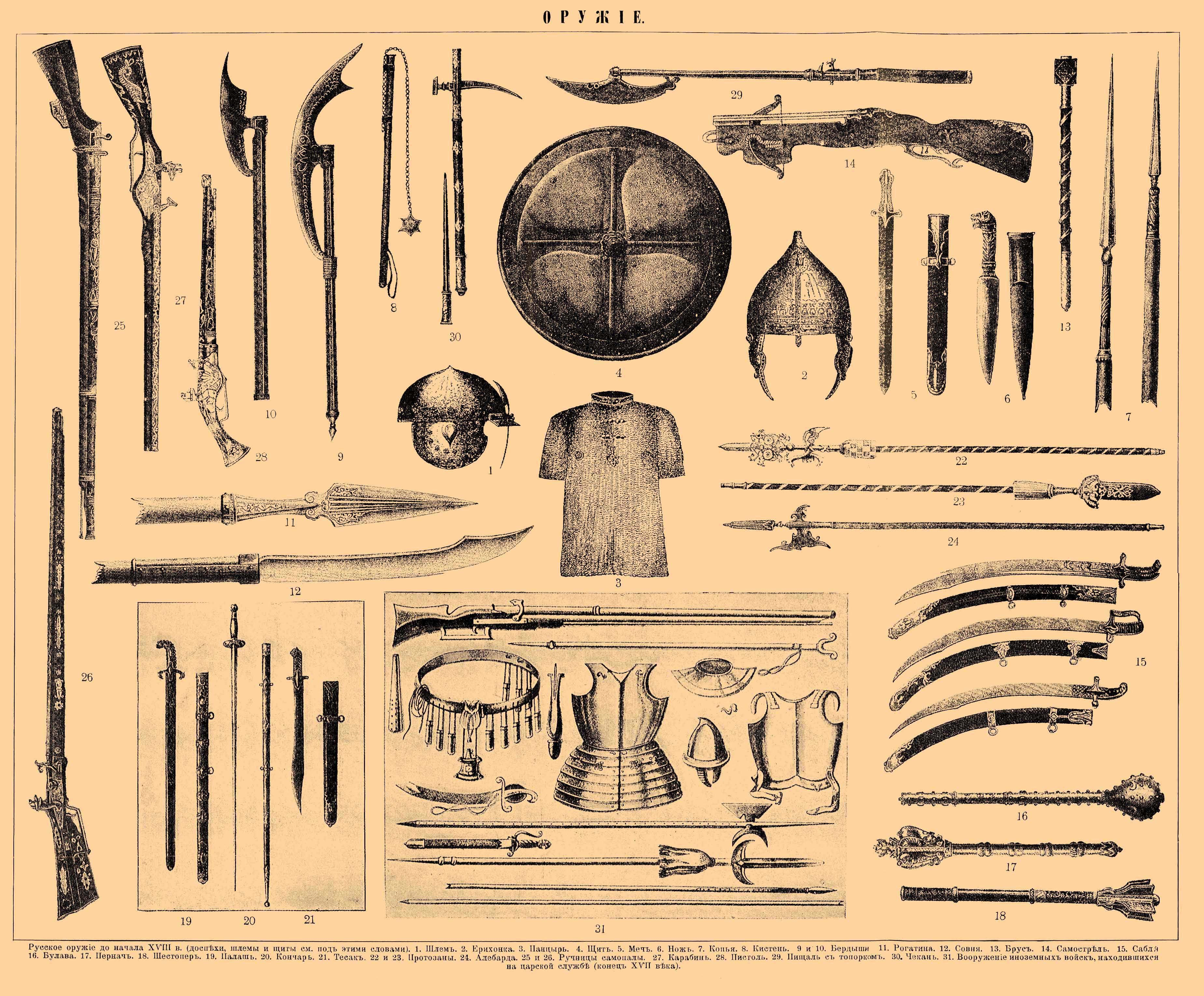
Armas russas antes do início do século XVIII.
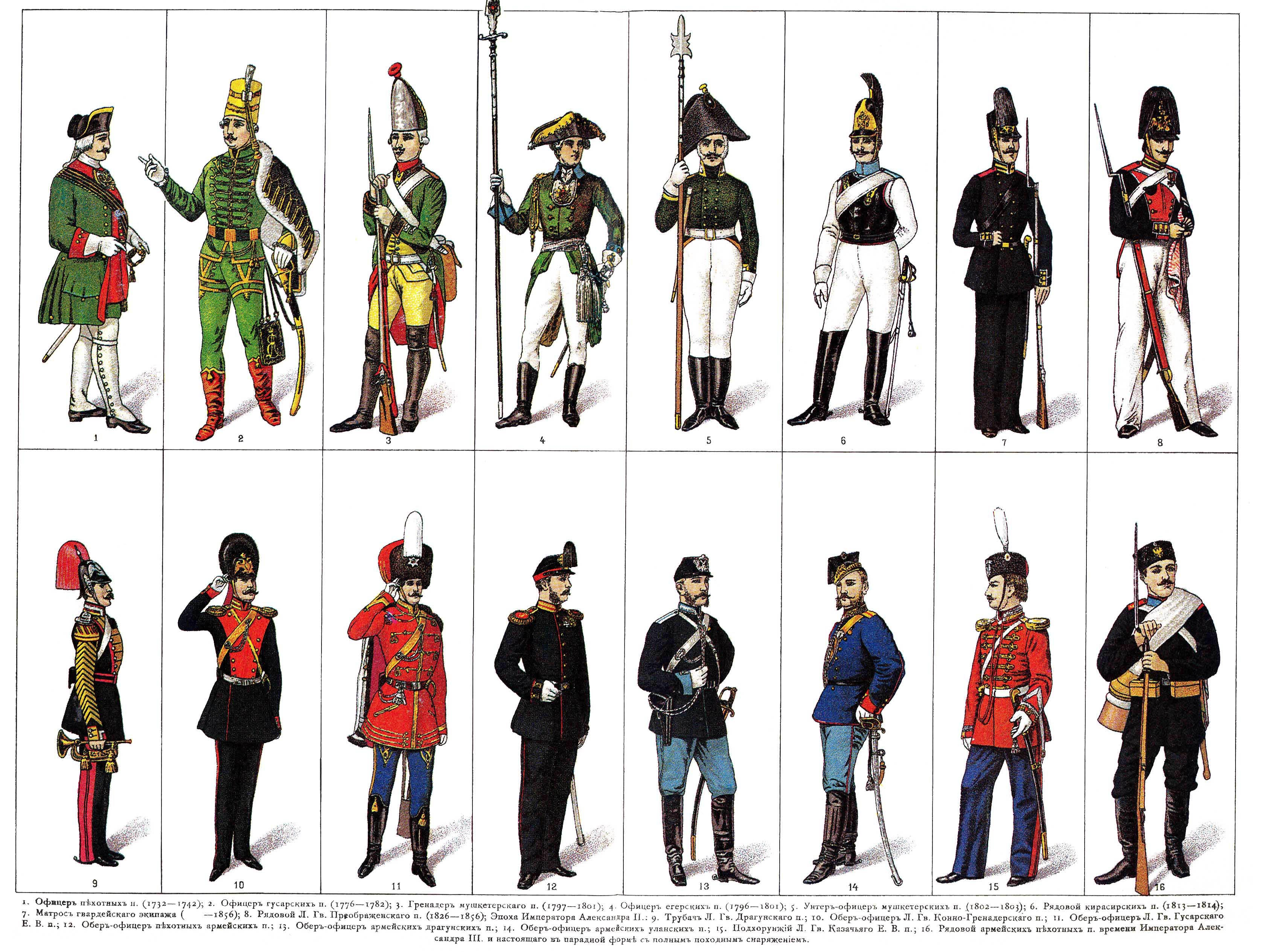
Uniformes no Império Russo (1890—1907).
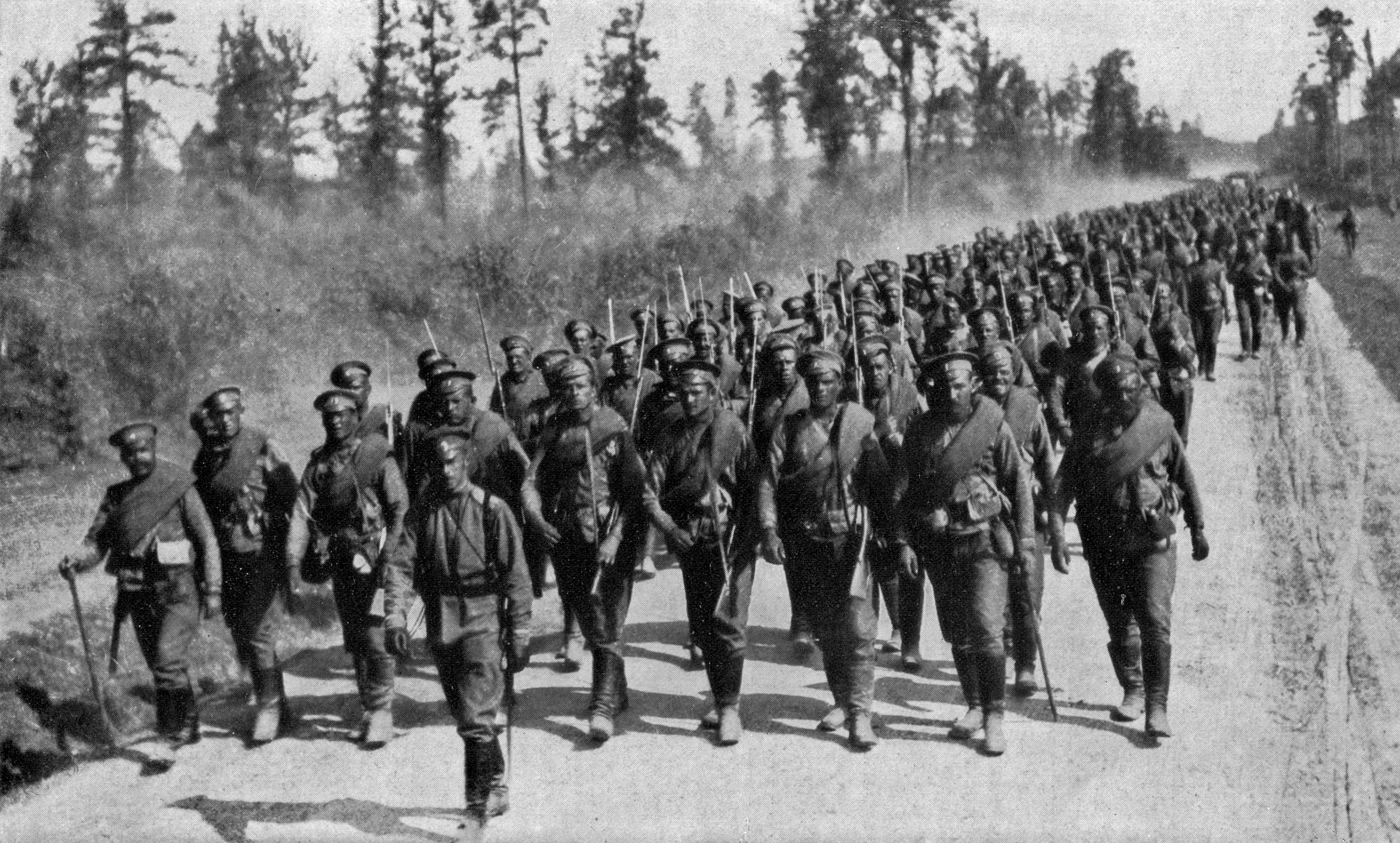
Tropas russas indo para o front durante a Primeira Guerra Mundial.